# Dolní Černilov
Dolní Černilov (německy Untertschernilow, Hengstberg (1305), Hengstenberg (1836)) je malá vesnice, část obce Výrava v okrese Hradec Králové. Nachází se asi 1,5 km na jihozápad od Výravy. V roce 2009 zde bylo evidováno 20 adres. V roce 2001 zde trvale žilo 14 obyvatel.
Dolní Černilov leží v katastrálním území Výrava o výměře 8,45 km2.